# 夢が咲く 有吉園芸 〜Road to start a garden shop〜
『夢が咲く 有吉園芸 〜Road to start a garden shop〜』は、2024年10月8日からBS朝日で毎週火曜日の夜10時30分から放送されている有吉弘行の冠番組。
不定期放送番組として2023年11月4日、2024年に1月13日、5月26日、6月22日、7月20日の計5回放送され、10月5日に『夢が咲く 有吉園芸〜Road to start garden shop〜祝レギュラースタート直前SP』が放送され、10月8日からレギュラー化した。なお不定期放送時の番組タイトルは『夢が咲く 有吉園芸 〜Road to open a garden shop〜』である。

## 概要
有吉自身の視点で、園芸の魅力を視聴者にわかりやすく伝えることを目的とした番組。夢は、自身で園芸店をオープンさせる事。

## 出演者
出演者
- 有吉弘行

## 放送リスト

### レギュラー版

#### 2024年
| #  | 放送日   | タイトル                                        | 備考                      |
| -- | -------- | ----------------------------------------------- | ------------------------- |
| 1  | 10月08日 | 目指せ有吉園芸店! 売れ筋植物を大調査            |                           |
| 2  | 10月15日 | 番組の命運を握る!?有吉…100万円の植物を買う      |                           |
| 3  | 10月22日 | 有吉も夢中の押し花を作る                        |                           |
| 4  | 10月29日 | ハマる人が急増中!個性的フォルムのサボテンに迫る |                           |
| 5  | 11月05日 | 手間いらず!園芸ビギナーも始めやすい水耕栽培     |                           |
| 6  | 11月12日 | 雑草を知り雑草を美しく!                         |                           |
| 7  | 11月19日 | 番組の命運を握るビカクシダが大成長              |                           |
| 8  | 11月26日 | 世界一簡単な再生栽培                            |                           |
| 9  | 12月03日 | 枯れた葉を美しく飾る!ハーバリウムに挑戦         |                           |
| 10 | 12月10日 | BS朝日の壁面緑化&クリスマスローズ作りSP         | 1時間SP （22:00 - 23:00） |

#### 2025年
| #  | 放送日   | タイトル                                                         | 備考 |
| -- | -------- | ---------------------------------------------------------------- | ---- |
| 11 | 01月07日 | 専門家オススメ!2025年 イチオシの植物                             |      |
| 12 | 01月14日 | 専門家オススメ!2025年 イチオシの植物                             |      |
| 13 | 01月21日 | 助けて植物のお医者さん!グリーンドクター                          |      |
| 14 | 01月28日 | サボテンの寄せ植えに緊急事態発生!?                               |      |
| 15 | 02月04日 | 100円ショップの植物がカッコよく大変身!?                          |      |
| 16 | 02月11日 | 道端に咲くたくましい植物探索                                     |      |
| 17 | 02月18日 | バカっぽい多肉植物アート&土の再利用                              |      |
| 18 | 02月25日 | 有吉が注目する胡蝶蘭の世界                                       |      |
| 19 | 03月04日 | 魅惑のパルダリウム                                               |      |
| 20 | 03月11日 | 知られざる植物バイヤーとは!?                                     |      |
| 21 | 03月18日 | 古典園芸“おもと”で目指せ日本一!?                                 |      |
| 22 | 04月01日 | 春の蘭祭り                                                       |      |
| 23 | 04月15日 | 春爛漫!パンジー・ビオラ界のアイドル登場&100万円のビカクシダは今… |      |
| 24 | 04月22日 | プロがオススメする!初心者でも育てやすい植物 前編                 |      |
| 25 | 04月29日 | プロがオススメする!初心者でも育てやすい植物 後編&新たなる希望!   |      |
| 26 | 05月06日 | 土を知ると園芸がさらに楽しくなる!有吉園芸オリジナル土作り!       |      |
| 27 | 05月13日 | 世界に一つ銅製ジョウロ                                           |      |
| 28 | 05月20日 | 大量生産で大儲けも夢じゃない!?エアープランツドリーム!            |      |
| 29 | 05月27日 | 目指せ世界大会!?ジャンボかぼちゃプロジェクト!                    |      |
| 30 | 06月03日 | お手入れ簡単!もりもり咲くお花大集合                              |      |
| 31 | 06月10日 | 生きた芸術!億超えウルトラ級の盆栽                                |      |
| 32 | 06月17日 | エアープランツ着生編&花友フェスタで遭遇!超レア植物               |      |
| 33 | 06月24日 | 続編第2弾!ジャンボかぼちゃプロジェクト                           |      |
| 34 | 07月01日 | 植物のプロと行く!園芸バスツアー                                  |      |
| 35 | 07月08日 | 有吉園芸に新入り登場!自分らしい花の寄せ植えに挑戦                |      |
| 36 | 07月15日 | 名人登場!?大成長中のジャンボかぼちゃプロジェクト                 |      |
| 37 | 07月22日 | 植物の卸売場に有吉潜入!                                          |      |
| 38 | 07月29日 | 目指せ有吉園芸ミュージアム                                       |      |
| 39 | 08月05日 | 有吉さん卸売場で植物爆買い                                       |      |
| 40 | 08月12日 | 目指せアメリカ西海岸!ジャンボかぼちゃプロジェクト第4弾           |      |
| 41 | 08月19日 | 看板商品!100万円ビカクシダの最新情報                             |      |

## スタッフ
- ナレーター︰津野まさい、（#37）津野しの
- 構成：岡田浩、永井ふわふわ
- 編成：平子傑（BS朝日）
- ディレクター：山田愛美、清水悠貴、勝見拓也、山本清志郎、乙坂友一、大河原佑斗
- 演出︰神田真一
- プロデューサー：山田駿（BS朝日）、永盛健之（オフィスながも）、香川かおり
- 協力︰太田プロダクション
- 制作協力：オフィスながも
- 制作著作：BS朝日